# Hansjörg Rigger
Hansjörg Rigger (* 6. März 1959 in Brixen) ist ein italienischer römisch-katholischer Theologe und Hochschullehrer.

## Leben
Nach der Matura 1978 trat er in das Priesterseminar Brixen ein und studierte er Theologie in Brixen, Münster und Innsbruck. Nach der Priesterweihe am 26. Juni 1983 studierte er von 1983 bis 1986 Bibelwissenschaften und orientalischen Sprachen am Pontificio Istituto Biblico in Rom, Washington, D.C. und Jerusalem. Von 1986 bis 1991 war er wissenschaftlicher Assistent am Lehrstuhl für Altes Testament der Theologischen Fakultät Trier. Während dieser Zeit war er Kaplan im Kloster der Klarissen-Kapuzinerinnen am Trierer Petrisberg. Seit 1991 lehrt er als Dozent für Neues Testament an der PTH in Brixen, ab 1996, nach seiner Promotion in Trier, als Professor für Neues Testament. Ab 1999 war er Direktor der Brixner Theologischen Kurse und ab 2004 Dekan und damit Leiter der PTH Brixen für zwei Legislaturperioden von je zwei Jahren. Von 1991 bis 1998 war er an den Wochenenden Kooperator in der Dekanatspfarre Kastelruth. Seit 1991 ist er Beauftragter für Bibelpastoral der Diözese Bozen-Brixen. Seit 2014 ist er Geistlicher Assistent der Kamillianischen Familie im Blindenapostolat der Diözese Bozen-Brixen. Rigger ist a.o. Professor für Biblische Wissenschaften an der Philosophisch-Theologischen Hochschule Benedikt XVI. in Heiligenkreuz bei Wien.
Seine Spezialisierungen sind apokalyptische Literatur bzw. biblische Apokalyptik, Bibelpastoral und die Theologen Benedikt XVI., Hans Urs von Balthasar und Henri de Lubac.

## Schriften (Auswahl)
- Siebzig Siebener : die „Jahrwochenprophetie“ in Dan 9 (= Trierer theologische Studien, Band 57). Paulinus, Trier 1997, ISBN 3-7902-1285-7 (zugleich Dissertation, Trier 1996).